# Kym Whitley
Kym Elizabeth Whitley (Shaker Heights, Ohio 7 de junho de 1961) é uma atriz e comediante americana. Ela é mais conhecida por seus papéis em séries de TV, como Animal Practice, The Boondocks, Young & Hungry, e The Parkers. Whitley foi nomeada para o BET Comedy Award 2004 de melhor atriz coadjuvante em um Box Office Filme por seu papel como Ormandy no filme de 2003 do gênero comédia, Deliver Us from Eva.

## Vida pessoal
Nasceu em Shaker Heights, Ohio, filha de  Kaysonia (1936-2011) e William Whitley, sendo a mais nova de dois irmãos. Estudou na Shaker Heights High School (graduando-se em 1979) e na Universidade de Fisk em Nashville, Tennessee.
Em janeiro de 2011, Whitley adotou um filho chamado Joshua Kaleb Whitley.

## Carreira
Em 1989, Whitley teve sua grande oportunidade de estrelar a popular peça teatral de Shelly Garrett, Beauty Shop, que começou em Los Angeles e em seguida viajou pelos Estados Unidos. Os principais papéis de Whitley incluem My Brother and Me e Sparks. Ela fez aparições em vários seriados de televisão, incluindo Moesha, That's So Raven, The Parkers e Curb Your Enthusiasm. Também teve um pequeno papel em Next Friday como a tia de Craig, Suga. Ela era um dos "Adultos", nas temporadas anteriores de All That. "Os Adultos", como eram chamados, foram criados com os membros do elenco que apareceram nas esquetes com o elenco regular. No início da primavera de 2010, Whitley foi co-anfitriã com o músico de R&B Brian McKnight no talk show de curta duração, The Brian McKnight Show. De 2012 até 2013, Whitley tinha um papel recorrente na telessérie de comédia da BET, Let's Stay Together, como Charmaine Wax.
Kym ganhou seu próprio programa, Raising Whitley na Oprah Winfrey Network (OWN) estreando em 20 de abril de 2013 com um total de 1.2 milhões de espectadores tornando-se a quinta maior estreia na história da rede. Devido ao sucesso do primeira temporada, teve uma segunda temporada, que estreou em 4 de janeiro de 2014.
Kym criou, junto com seu amigo, o ator Rodney Van Johnson, a campanha "Don't Feed Me", que consiste numa linha de camisetas com estampas alertando aos pais e as cuidadores sobre os cuidados com as crianças que sofrem de alergia. .

## Filmografia
| Ano  | Título                                 | Papel                       | Notas            |
| ---- | -------------------------------------- | --------------------------- | ---------------- |
| 1999 | Beverly Hood                           | Nola Washington             |                  |
| 2000 | Next Friday                            | Suga                        |                  |
| 2000 | Nutty Professor II: The Klumps         | Party Guest                 |                  |
| 2001 | House Party 4: Down to the Last Minute | Judy Harris – Jon Jon's Mom |                  |
| 2001 | Baby Boy                               | Host                        |                  |
| 2003 | Deliver Us from Eva                    | Ormandy                     |                  |
| 2003 | Love Chronicles                        | Renee                       |                  |
| 2003 | Malibooty!                             | Donna                       |                  |
| 2004 | Up Against the 8 Ball                  | Mrs. Thompson               |                  |
| 2004 | Along Came Polly                       | Gladys                      |                  |
| 2005 | The Perfect Man                        | Dolores                     |                  |
| 2005 | L.A. Dicks                             | Madame Opal                 |                  |
| 2005 | Fun with Dick and Jane                 | KostMart Training Leader    |                  |
| 2005 | The Salon                              | Lashaunna                   |                  |
| 2005 | The Golden Blaze                       | Mother Johnson              | voz              |
| 2008 | Cuttin' da Mustard                     |                             |                  |
| 2008 | College Road Trip                      | Michelle Porter             |                  |
| 2008 | The Hustle                             | Miss Tanya                  |                  |
| 2009 | Black Dynamite                         | Honeybee                    |                  |
| 2009 | I Love You, Man                        | Female Co-Worker #1         |                  |
| 2009 | Donation                               | Cashier Keisha              |                  |
| 2010 | Something Like a Business              | Sasha                       |                  |
| 2010 | Sebastian                              | Roxanne                     |                  |
| 2010 | Group Sex                              | Tiffany                     |                  |
| 2011 | 35 and Ticking                         | Shavelle                    |                  |
| 2011 | Rango                                  | Melonee                     |                  |
| 2011 | Transformers: Dark of the Moon         | Jessica Morgan              |                  |
| 2011 | We Bought a Zoo                        | Store Clerk                 |                  |
| 2013 | Ticket to Vegas                        | Monik                       |                  |
| 2014 | A Haunted House 2                      | Church Lady                 |                  |
| 2017 | Fist Fight                             | Operadora do 911            |                  |
| 2020 | Hubie Halloween                        | Fazendeira                  | Original Netflix |
| 2023 | You People                             | Tia Nadine                  | Original Netflix |
| 2025 | Happy Gilmore 2                        | Bessie                      | Original Netflix |

| Ano       | Título                                   | Papel                    | Notas                                               |
| --------- | ---------------------------------------- | ------------------------ | --------------------------------------------------- |
| 1992      | Vinnie & Bobby                           |                          | 1 episódio                                          |
| 1994      | My Brother and Me                        | Mrs. Pinckney            | 5 episódios                                         |
| 1995      | The Parent Hood                          | Muriel                   | 1 episódio                                          |
| 1995      | Martin                                   | Louisa                   | 1 episódio                                          |
| 1996      | Married... with Children                 | Danielle                 | 1 episódio                                          |
| 1996–98   | Sparks                                   | Darice Mayberry          | Papel principal                                     |
| 1998      | The Wayans Bros                          | Phyllis                  | 1 episódio                                          |
| 1999      | Arli$$                                   | Susan Caldwell           | 1 episódio                                          |
| 1999      | Silk Hope                                | Grace                    |                                                     |
| 2000      | Grown Ups                                | Kim                      | 1 episódio                                          |
| 2000      | A Private Affair                         | 2000                     | "Oh Drama"                                          |
| 2000      | Moesha                                   | Gertrude ("Gertie")      | 1 episódio                                          |
| 2002      | My Wife and Kids                         | Wanda                    | 3 episódios                                         |
| 2002      | What About Your Friends: Weekend Getaway | Ms. Wells                |                                                     |
| 2003      | The Proud Family                         | Caramel Jones            | 1 episódio                                          |
| 2004      | Curb Your Enthusiasm                     | Monena                   | 1 episódio                                          |
| 2001–04   | The Parkers                              | Gertrude ("Gertie")      | Papel recorrente                                    |
| 2004      | 1-800-Missing                            | DEA Agent Dominique Shaw | 1 episódio                                          |
| 2004      | One on One                               | Liza                     | 1 episódio                                          |
| 2005      | The Catch                                | Honey Commons            |                                                     |
| 2005      | That's So Raven                          | Cousin Vicky             | 2 episódios                                         |
| 2005      | Harvey Birdman, Attorney at Law          | Norlisa                  | 2 episódios                                         |
| 2005      | Grey's Anatomy                           | Yvonne                   | 1 episódio                                          |
| 2006      | Love, Inc                                | Arsenetta                | 1 episódio                                          |
| 2006      | Reno 911!                                | Kay Kay                  | 1 episódio                                          |
| 2006      | Thugaboo: Sneaker Madness                | Ms. Attitude             |                                                     |
| 2006      | Standoff                                 | Angela Worthington       | 1 episódio                                          |
| 2006      | Thugaboo: A Miracle on D-Roc's Street    | Ms. Attitude             |                                                     |
| 2007      | Making It Legal                          | Theresa                  |                                                     |
| 2008      | Crusin for Love with Kym Whitley         | Ela própria              |                                                     |
| 2009      | The Cleveland Show                       | Auntie Momma             | 4 episódios                                         |
| 2008-09   | 'Til Death                               | Tina                     | 4 episódios                                         |
| 2005–10   | The Boondocks                            | Vários personagens       | Papel recorrente                                    |
| 2010      | Jonas                                    | Officer Evie             | 1 episódio                                          |
| 2010–11   | Meet the Browns                          | Yvonne                   | 2 episódios                                         |
| 2010      | School Pride                             | Host                     |                                                     |
| 2011      | 2 Broke Girls                            | Shirley                  | 1 episódio                                          |
| 2011–2015 | Black Dynamite                           | Honeybee                 | Papel principal                                     |
| 2011-2012 | Let's Stay Together                      | Charmaine Wax            | Papel recorrente                                    |
| 2012      | Animal Practice                          | Juanita                  | Papel principal                                     |
| 2013–16   | Raising Whitley                          | Ela própria              | Reality Series                                      |
| 2013–14   | Baby Daddy                               | Margaret Jenson          | "Whatever Lola Wants" & "An Affair Not To Remember" |
| 2014–18   | Young & Hungry                           | Yolanda                  | Papel principal                                     |
| 2015      | Comedy Bang! Bang!                       | Aunt Cudi                | 1 episódio                                          |
| 2019      | Family Reunion                           | Dot Williams             | Especial de Natal                                   |